# Alberto Mantovani (medico)
Alberto Mantovani (Milano, 29 ottobre 1948) è un patologo, immunologo e divulgatore scientifico italiano.
È stato direttore scientifico dell'Istituto Clinico Humanitas fino a febbraio 2025,
Attualmente è presidente della Fondazione Humanitas per la Ricerca, oltre che professore emerito di Humanitas University.
Relativamente al suo livello accademico e di rilevanza nel mondo scientifico, basandosi sull'H-index viene considerato uno dei più influenti scienziati italiani del suo campo.

## Biografia
Nato a Milano da genitori soragnesi, si è laureato summa cum laude in medicina e chirurgia nel 1973 presso la Statale di Milano; nel 1976 ha conseguito la specializzazione in oncologia all'Università di Pavia.
Ha lavorato in Inghilterra al Chester Beatty Research Institute di Belmont, in cui ha approfondito gli studi di Robert Evans e Peter Alexander; ha lavorato poi negli Stati Uniti, presso il National Institutes of Health di Bethesda, e a Milano, presso l'Istituto "Mario Negri" e l'Istituto Clinico Humanitas, di cui dal 2005 è il direttore scientifico; è anche presidente della Fondazione Humanitas per la Ricerca.

### Attività didattica e di ricerca
In seguito all'approfondimento degli studi di Robert Evans e Peter Alexander sul ruolo dei macrofagi, Mantovani ha scoperto che, in determinate circostanze favorenti, i macrofagi, anziché contribuire a ridurre il tumore, lo aiutano a crescere e progredire, comportandosi alla stregua di poliziotti corrotti, metafora utilizzata nel suo libro Il fuoco interiore.
Nel 1983 il suo gruppo di ricerca ha scoperto una proteina, nota come Monocyte Chemotactic Protein-1/CCL2, che fa parte della superfamiglia delle chemochine; dallo studio della regolazione delle citochine, Mantovani è riuscito ad identificare il principio di funzionamento del recettore decoy per l'interleuchina-1.
Nel 1997 Mantovani ha identificato il primo membro della famiglia delle pentrassine lunghe, PTX3: nel 2015 un suo studio successivo, pubblicato sulla rivista Cell, ha dimostrato che questo gene è capace di frenare il cancro, tenendo sotto controllo l'infiammazione.
È stato professore ordinario di patologia generale presso l'ateneo milanese dal 2001 al 2014; dal 2014 è docente di patologia generale presso l'Humanitas University, nonché presidente dell'International Union of Immunological Societies.

## Opere
- Tumor-Associated Leukocytes, Austin, R.G. Landes, 1994, ISBN 1570590133.
- Chemokines, Karger, 1999, ISBN 3805568614.
- Pharmacology of cytokines, 2000.
- Gianfranco Bazzoni, Elisabetta Dejana e Alberto Mantovani, L'endotelio. Fisiopatologia, basi molecolari, implicazioni terapeutiche, Padova, Piccin, 2006, ISBN 978-88-299-1845-4.
- Targeted therapies in cancer: myth or reality?, Springer, 2008.
- Cancer Immunotherapy, Academic press, 2013.
- Macrophages: biology and role in the pathology of diseases, Springer, 2014.
- I guardiani della vita, Milano, Baldini e Castoldi, 2014.
- Immunità e vaccini. Perché è giusto proteggere la nostra salute e quella dei nostri figli, Segrate, Mondadori, 2016.
- Non avere paura di sognare. Decalogo per aspiranti scienziati, Milano, La Nave di Teseo, 2016.
- Alberto Mantovani, Bersaglio mobile : il ruolo del sistema immunitario nella lotta al cancro, Mondadori, 2018, ISBN 978-88-04-68723-8, OCLC 1090193970. URL consultato il 17 marzo 2020.
- Alberto Mantovani, Il fuoco interiore. Il sistema immunitario e l'origine delle malattie, Mondadori, 2020, ISBN 8804724838.
- Alberto Mantovani, Monica Florianello, L'orchestra segreta. Come funziona il sistema immunitario, dai tumori al Covid, La Nave di Teseo, 2021, EAN 9788834609590

## Premi e riconoscimenti
- 2004 - Premio Guido Venosta, Fondazione italiana per la ricerca sul cancro (Firc)
- 2006 - Premio europeo di immunologia, Società europee di immunologia
- 2007 - Premio Internazionale Galileo Galilei, Rotary Club
- 2009 - William Harvey Medal, William Harvey Research Institute
- 2013 - Rusconi Lecture, Fondazione Anna Villa e Felice Rusconi e Università dell'Insubria
- 2014 - Premio Rosa Camuna, Regione Lombardia
- 2014 - Premio Barbara Baldacci, Università degli Studi di Bari
- 2015 - Medaglia Albert Struyvenberg, Società europea di indagine clinica[9]
- 2015 - Premio Milstein, International Cytokine and Interferon Society (ICIS)
- 2015 - Premio Ferrari Soave, Accademia delle Scienze di Torino
- 2016 - OECI Oncology Prize, Organizzazione degli Istituti europei del cancro (OECI)
- 2016 - Premio Koch, Fondazione Robert Koch[10]
- 2016 - Premio letterario Merck Serono[11]
- 2016 - Premio Feltrinelli, Accademia dei Lincei[12]
- 2016 - Premio Roma allo sviluppo del paese, Tempo finanziario[13]
- 2017 - Premio Scanno, Fondazione Tanturri[14]
- 2017 - Premio Zanibelli - Leggi in salute, Sanofi[15]
- 2018 - Premio per l'eccellenza scientifica in medicina, American-Italian Cancer Foundation[16]
- 2018 - Ambrogino d'oro, medaglia d'oro di civica benemerenza, Comune di Milano[17]
- 2019 - Premio Pezcoller, Associazione americana di ricerca sul cancro (AACR) e Fondazione Pezcoller[18][19]
- 2019 - Sigillo d’Oro, Università degli Studi di Bari
- 2019 - Premio Chirone, Accademia Nazionale di Medicina
- 2019 - ITOC6 – 6th Immunotherapy of Cancer Conference Lifetime Achievement Award
- 2021 - CIMT Lifetime Achievement Award[20]